# Jennifer Dahlgren
Jennifer Dahlgren (ur. 21 kwietnia 1984 w Buenos Aires) – argentyńska lekkoatletka specjalizująca się w rzucie młotem.
Większość życia spędziła w USA, gdzie studiowała na University of Georgia. W 2004, 2008 oraz 2012 reprezentowała Argentynę na igrzyskach olimpijskich, nie odnosząc jednak sukcesów. Trzykrotnie zdobywała tytuły mistrzyni Ameryki Południowej, a w 2007 roku stanęła na podium igrzysk panamerykańskich. Aktualna rekordzistka Ameryki Południowej w rzucie młotem. Jej matką jest Irene Fitzner – olimpijka z Monachium (1972).

## Kariera
Lekkoatletyczne treningi zaczęła w 1998 pod okiem Andrésa Charadíi – byłego rekordzisty Ameryki Południowej w rzucie młotem (74,66). Pierwszymi poważnymi zawodami w karierze młociarki były mistrzostwa świata juniorów, które odbyły się w 2000 roku Chile. Podczas tych zawodów Dahlgren nie odniosła sukcesów, kończąc swój udział w imprezie na etapie eliminacji. Rok później uplasowała się na 4. miejscu mistrzostw świata kadetów i zdobyła złoty medal podczas juniorskiego czempionatu panamerykańskiego. W 2002 na Jamajce zajęła 5. miejsce w kolejnej edycji mistrzostw globu U20 oraz została mistrzynią Ameryki Południowej w gronie juniorek. Przełomowy okazał się dla niej sezon 2003, kiedy to ustanowiła rekord Ameryki Południowej juniorów oraz zdobyła złoto w mistrzostwach panamerykańskich w tej kategorii wiekowej. W roku 2004 stanęła na najwyższym stopniu podium młodzieżowych mistrzostw Ameryki Południowej oraz wywalczyła brąz podczas mistrzostw iberoamerykańskich. W sierpniu bez powodzenia (w eliminacjach zajęła odległe 43. miejsce) startowała w igrzyskach olimpijskich. Podczas lekkoatletycznych mistrzostw świata w Helsinkach (2005) nie awansowała do finału, a w Cali zdobyła swój pierwszy złoty medal seniorskich mistrzostw Ameryki Południowej. W roku 2006 ustanowiła rekord college’ów USA w rzucie młotem, osiągając wynik 71,78 i poprawiając jednocześnie – czwarty raz w sezonie – rekord Ameryki Południowej. W tym samym sezonie ponownie wygrała młodzieżowe mistrzostwa Ameryki Południowej. W Rio de Janeiro podczas igrzysk panamerykańskich zdobyła brązowy medal, ulegając tylko dwóm zawodniczkom z Kuby – Yipsi Moreno i Arasay Thondike. Drugi start w mistrzostwach świata ponownie zakończyła na eliminacjach. Kontuzja stopy, której doznała w sezonie 2008, wpłynęła na jej wyniki osiągnięte w pierwszej części roku. Start w igrzyskach olimpijskich skończył się dla niej na eliminacjach. W imprezie lokalnej – mistrzostwach iberoamerykańskich – zajęła drugie miejsce. W sezonie 2009 wywalczyła brąz mistrzostw Ameryki Południowej. W Berlinie reprezentowała Argentynę na mistrzostwach globu jednak nie udało jej się awansować do finału. W 2008, 2009 i 2011 zdobywała złote medale mistrzostw Argentyny. 10 kwietnia 2010 w Buenos Aires poprawiła swój dotychczasowy rekord Ameryki Południowej, osiągając wynik 73,74 m. Była reprezentantką Ameryki podczas zawodów o puchar interkontynentalny (Split 2010). Zdobyła złoty medal na mistrzostwach Ameryki Południowej w 2011 wynikiem 72,70 ustanawiając rekord czempionatu. Sezon zakończyła 6. miejscem na igrzyskach panamerykańskich.

## Osiągnięcia
| Rok  | Impreza                                            | Miejsce             | Lokata            | Wynik |
| ---- | -------------------------------------------------- | ------------------- | ----------------- | ----- |
| 2000 | Mistrzostwa świata juniorów                        | Santiago            | el. – 23. miejsce | 50,49 |
| 2000 | Mistrzostwa Ameryki Południowej juniorów           | São Leopoldo        | 1. miejsce        | 54,95 |
| 2000 | Mistrzostwa Ameryki Południowej juniorów młodszych | Bogota              | 1. miejsce        | 56,68 |
| 2000 | Mistrzostwa Ameryki Południowej juniorów młodszych | Bogota              | 2. miejsce        | 39,55 |
| 2001 | Mistrzostwa świata juniorów młodszych              | Debreczyn           | 4. miejsce        | 56,96 |
| 2001 | Mistrzostwa Ameryki Południowej juniorów           | Santa Fe            | 1. miejsce        | 57,50 |
| 2001 | Mistrzostwa Panamerykańskie juniorów               | Santa Fe            | 2. miejsce        | 57,18 |
| 2002 | Mistrzostwa świata juniorów                        | Kingston            | 5. miejsce        | 59,48 |
| 2002 | Mistrzostwa Ameryki Południowej juniorów           | Belém               | 1. miejsce        | 55,73 |
| 2002 | Mistrzostwa Ameryki Południowej juniorów           | Belém               | 2. miejsce        | 13,61 |
| 2002 | Mistrzostwa Ameryki Południowej juniorów           | Belém               | 2. miejsce        | 41,41 |
| 2003 | Mistrzostwa Panamerykańskie juniorów               | Bridgetown          | 1. miejsce        | 58,61 |
| 2003 | Mistrzostwa Panamerykańskie juniorów               | Bridgetown          | 3. miejsce        | 14,26 |
| 2004 | Mistrzostwa iberoamerykańskie                      | Gwatemala           | 4. miejsce        | 63,72 |
| 2004 | Młodzieżowe mistrzostwa Ameryki Południowej        | Barquisimeto        | 1. miejsce        | 65,17 |
| 2004 | Młodzieżowe mistrzostwa Ameryki Południowej        | Barquisimeto        | 3. miejsce        | 14,34 |
| 2004 | Igrzyska olimpijskie                               | Ateny               | el. – 43. miejsce | 59,52 |
| 2005 | Mistrzostwa Ameryki Południowej                    | Cali                | 1. miejsce        | 65,05 |
| 2005 | Mistrzostwa świata                                 | Helsinki            | –                 | NM    |
| 2006 | Mistrzostwa Ameryki Południowej                    | Tunja               | 1. miejsce        | 69,07 |
| 2006 | Młodzieżowe mistrzostwa Ameryki Południowej        | Buenos Aires        | 1. miejsce        | 66,48 |
| 2007 | Mistrzostwa świata                                 | Osaka               | el. – 24. miejsce | 65,65 |
| 2007 | Igrzyska panamerykańskie                           | Rio de Janeiro      | 3. miejsce        | 68,37 |
| 2008 | Mistrzostwa iberoamerykańskie                      | Iquique             | 2. miejsce        | 64,89 |
| 2008 | Igrzyska olimpijskie                               | Pekin               | el. – 29. miejsce | 66,35 |
| 2009 | Mistrzostwa Ameryki Południowej                    | Lima                | 3. miejsce        | 63,81 |
| 2009 | Mistrzostwa świata                                 | Berlin              | el. – 17. miejsce | 68,90 |
| 2010 | Mistrzostwa iberoamerykańskie                      | San Fernando        | 1. miejsce        | 70,91 |
| 2010 | Puchar interkontynentalny                          | Split               | 5. miejsce        | 66,25 |
| 2011 | Mistrzostwa Ameryki Południowej                    | Buenos Aires        | 1. miejsce        | 72,80 |
| 2011 | Mistrzostwa świata                                 | Daegu               | 10. miejsce       | 69,72 |
| 2011 | Igrzyska panamerykańskie                           | Guadalajara         | 6. miejsce        | 67,11 |
| 2012 | Mistrzostwa ibero-amerykańskie                     | Barquisimeto        | 2. miejsce        | 71,21 |
| 2012 | Igrzyska olimpijskie                               | Londyn              | –                 | NM    |
| 2013 | Mistrzostwa Ameryki Południowej                    | Cartagena de Indias | 3. miejsce        | 65,82 |
| 2013 | Mistrzostwa świata                                 | Moskwa              | el. – 17. miejsce | 68,90 |
| 2014 | Igrzyska Ameryki Południowej                       | Santiago            | 2. miejsce        | 67,94 |
| 2014 | Mistrzostwa ibero-amerykańskie                     | São Paulo           | 1. miejsce        | 66,84 |
| 2015 | Mistrzostwa Ameryki Południowej                    | Lima                | 3. miejsce        | 64,76 |
| 2015 | Igrzyska panamerykańskie                           | Toronto             | 7. miejsce        | 65,33 |
| 2015 | Mistrzostwa świata                                 | Pekin               | el. – 21. miejsce | 67,68 |
| 2016 | Mistrzostwa ibero-amerykańskie                     | Rio de Janeiro      | 1. miejsce        | 65,87 |
| 2016 | Igrzyska olimpijskie                               | Rio de Janeiro      | el. – 27. miejsce | 63,03 |
| 2017 | Mistrzostwa Ameryki Południowej                    | Asunción            | 2. miejsce        | 66,17 |
| 2017 | Mistrzostwa świata                                 | Londyn              | el. –             | NM    |
| 2018 | Puchar interkontynentalny                          | Ostrawa             | 6. miejsce        | 68,59 |

## Rekordy życiowe
| Konkurencja              | Wynik | Data             | Miejsce      | Uwagi               |
| ------------------------ | ----- | ---------------- | ------------ | ------------------- |
| Pchnięcie kulą (stadion) | 15,04 | 10 maja 2003     | Austin       |                     |
| Pchnięcie kulą (hala)    | 15,54 | 14 lutego 2004   | Blacksburg   | rekord Argentyny    |
| Pchnięcie kulą (hala)    | 15,54 | 5 lutego 2006    | Gainesville  | rekord Argentyny    |
| Rzut ciężarem (stadion)  | 22,48 | 5 lutego 2006    | Gainesville  | rekord Ameryki Płd. |
| Rzut ciężarem (hala)     | 24,04 | 10 marca 2006    | Fayetteville | rekord Ameryki Płd. |
| Rzut dyskiem             | 44,91 | 25 marca 2006    | Clemson      |                     |
| Rzut młotem              | 73,74 | 10 kwietnia 2010 | Buenos Aires | rekord Ameryki Płd. |
| Rzut oszczepem           | 27,09 | 19 czerwca 2004  | Athens       |                     |